# شهرستان واووژسکی
شهرستان واووژسکی (به لاتین: Vavozhsky District) یک شهرستان در روسیه است که در اودمورتیا واقع شده‌است.